# André Lagae
André Robert Marie Joseph Lagae (Wingene, 19 november 1919 - Leuven, 29 juni 1989) was een Belgisch senator.

## Levensloop
Lagae was een zoon van Jules Lagae (1875-1946) en van Flavie Van Den Berghe (1879-1952). Hij trouwde met  Gabrielle Blancquaert en ze hadden acht kinderen. Na het overlijden van zijn echtgenote, trad hij in het huwelijk met Ilda Denhaen. Hij promoveerde aan de Katholieke Universiteit Leuven tot doctor in de rechten, licentiaat in het notariaat en baccalaureus in de thomistische wijsbegeerte.
Hij werd in 1943 juridisch adviseur bij de Belgische Boerenbond, in 1952 directeur van de Organisatiediensten van de Belgische Boerenbond, in 1963 lid van het Hoofdbestuur van de Boerenbond, ondervoorzitter van de Belgische Boerenbond en voorzitter van de Landelijke Rijvereniging.
Hij werd in 1965 voor de CVP verkozen in de Senaat als rechtstreeks gekozen senator voor het arrondissement Leuven en vervulde dit mandaat tot in 1971. Toen werd hij gecoöpteerd als provinciaal senator voor de provincie Brabant. In 1981 werd hij opnieuw rechtstreeks verkozen als senator en bleef dit tot in 1985. In de periode december 1971-oktober 1980 zetelde hij als gevolg van het toen bestaande dubbelmandaat ook in de Cultuurraad voor de Nederlandse Cultuurgemeenschap, die op 7 december 1971 werd geïnstalleerd. Vanaf 21 oktober 1980 tot november 1981 was hij tevens korte tijd lid van de Vlaamse Raad, de opvolger van de Cultuurraad en de voorloper van het huidige Vlaams Parlement.